# 페르소나 5 스크램블 더 팬덤 스트라이커즈
《페르소나 5 스크램블 더 팬텀 스트라이커즈》(P5S)는 오메가 포스와 P-Studio가 개발하고 아틀러스가 배급한 액션 롤플레잉 게임이다. 이 게임은 코에이 테크모의 《진·삼국무쌍》 프랜차이즈와 아틀러스가 개발한 《페르소나》 시리즈의 크로스오버 게임이다. 게임의 이야기는 페르소나 5의 사건 이후 반년이 지난 시점을 배경으로 하며, 조커와 마음의 괴도단 나머지 멤버가 일본 전역의 사람들과 관련된 일련의 미스터리한 사건을 조사하는 내용을 다룬다.
페르소나 5 스크램블 더 팬텀 스트라이커즈는 일본에서 닌텐도 스위치와 플레이스테이션 4용으로 2020년 2월에 출시되었으며, 2021년 2월에 해당 콘솔과 Windows용으로 전 세계에 출시되었다. 이 게임은 비평가로부터 전반적으로 긍정적인 평가를 받았고 2023년 11월까지 200만 장 이상 판매되었다.

## 게임 플레이
페르소나 5 스크램블 더 팬텀 스트라이커즈는 코에이 테크모의 핵 앤드 슬래시 진·삼국무쌍 시리즈와 아틀러스의 롤플레잉 게임 페르소나 시리즈의 게임플레이 크로스오버 작품이다. 이 게임은 전자의 실시간 액션 전투와 후자의 턴제 페르소나 전투 측면과 같은 두 프랜차이즈의 요소가 합쳐져 있다.
게임의 주인공인 조커는 던전에서 무작위로 얻거나 이름 있는 미니 보스를 물리쳐 얻는 여러 페르소나를 다룰 수 있다. 이 페르소나는 벨벳 룸으로 가져와 융합하여 새로운 페르소나를 만들 수 있다. 페르소나 5의 코옵 시스템은 사라졌다. 그 자리에는 사이드 퀘스트의 한 형태인 "리퀘스트"와 BAND 시스템이 있는데, 레벨을 올리면 능력치 증가와 같은 보너스를 얻을 수 있다. BAND 레벨은 파티원과의 상호 작용, 전투 승리, 게임 진행을 통해 올릴 수 있다.
플레이어는 최대 4명의 액티브 파티원을 구성할 수 있으며, 조커는 액티브 파티원에서 뺄 수 없는 유일한 캐릭터이다. 전투 외에는 액티브 파티원을 대기 중인 파티원으로 교체할 수 있다. 플레이어는 현실 세계에서는 조커만 제어할 수 있지만, 스토리 던전을 탐험할 때는 모든 파티원을 자유롭게 제어할 수 있다. 던전 탐험은 페르소나 5와 유사하며, 플레이어는 잠행을 사용하여 적을 피하거나 때때로 진행을 위해 퍼즐을 풀어야 할 수도 있다. '서드 아이'도 페르소나 5에서 돌아왔으며, 적의 강점과 상호 작용 가능한 물체를 강조한다. 던전의 경고 게이지가 100%에 도달하면 파티는 던전을 떠나야 한다. 경고 레벨은 기습 공격으로 시작된 전투에서 승리하거나 던전을 떠나서 낮출 수 있다. 페르소나 시리즈의 이전 작품과 달리, 던전을 떠난다고 해서 시간이 지나지 않으며 스토리 던전을 떠나는 데는 일반적으로 불이익이 없다.
전투는 주로 플레이어 캐릭터가 적과 접촉할 때 시작되며, 적에게 발각되지 않았다면 기습 공격을 시작하여 전투 우위를 점할 수 있다. 전투는 실시간 상호작용 시스템 형태로 진행된다. 하지만 플레이어는 페르소나 스킬을 사용할 때 커맨드 기반 스킬 메뉴를 사용한다. 이 메뉴에 있는 동안 전투는 페르소나 스킬의 전술적 배치를 허용하기 위해 일시 중지된다. 파티가 치명타 피해를 입히거나 적이 약한 속성으로 피해를 입히면 적이 쓰러지면서 '총공격'을 진행할 수 있으며, 이는 막대한 양의 피해를 입힌다. 모든 파티원은 캐릭터를 수동으로 조작하고 적을 물리쳐 마스터 아츠라고 알려진 새로운 기술을 얻을 수 있다. 모든 액티브 파티원이 전투에서 쓰러지면 게임 오버가 된다.

## 줄거리
페르소나 5의 엔딩 사건 이후 4개월 후, 주인공과 모르가나는 여름 방학을 함께 캠핑 여행을 보내기 위해 다른 마음의 괴도단 멤버들과 재회하여 도쿄로 돌아온다. 캠핑 준비를 결정하기 위해 괴도단은 인기 있는 가상 비서 앱인 EMMA를 사용한다. 그들의 축하에도 불구하고, 그날 밤 라벤차가 벨벳 룸의 유일한 거주자로 나타나 주인공에게 "그(조커)가 그토록 바꾸려 노력했던 세상의 심장을 삼킬 수 있는" "잠재적인 재앙"을 경고한다. 필요한 도구를 사기 위해 시부야구로 가는 길에 그들은 장래가 촉망되는 아이돌인 히이라기 앨리스를 지나치는데, 그녀는 주인공에게 초대 카드를 건네고 자신이 개최하는 특별 행사를 위해 EMMA 앱에 "원더랜드"를 입력해 달라고 요청한다.
그러나 키워드를 입력하자마자 주인공, 모르가나, 류지는 우연히 '제일'이라는 도쿄의 신비로운 대체 이세계로 이동하고, 그곳에서 앨리스의 섀도우 자아, 즉 '왕'이라고 불리는 지배자와 마주친다. 앨리스의 섀도우는 주인공, 모르가나, 류지를 시부야 아래 쓰레기통에 던져 버리고, 그곳에서 그들은 지각 있는 인공지능 소피아를 만난다. 소피아는 파티에 합류하여 쓰레기통에서 섀도우를 쉽게 물리치며 탈출구를 찾는다. 탈출 후 주인공, 모르가나, 류지, 소피아는 EMMA가 그들이 과거 이세계 내비를 통해 궁전에 들어갔던 것과 유사하게 제일에 들어갈 수 있다는 것을 알게 된다. 게다가 섀도우가 제일에서 사람들을 공격하여 현실 세계에서 비정상적으로 행동하게 한다는 소문이 돈다. 이에 조커와 친구들은 마음의 괴도단을 재건한다.
앨리스를 개심시킨 후, 괴도단은 일본 전역에서 사람들의 갑작스러운 기묘한 행동 변화를 조사하는 경찰관 하세가와 젠키치에게 접근한다. 젠키치는 그들에게 거래를 제안하며 협박한다. 젠키치는 그들의 괴도단에 필요한 정보를 제공할 것이고, 그 대가로 마음의 괴도단은 그의 조사를 돕기로 했다. 괴도단은 마지못해 동의한다. 젠키치와 함께 마음의 괴도단은 센다이시와 삿포로시로 여행하며 제일의 모나크들의 타락한 마음을 바꾼다. 여행 중 그들은 괴짜 AI 전문가이자 EMMA의 기본 프로그램을 만든 이치노세 쿠온과 EMMA의 현재 모회사인 마디체의 설립자이자 CEO인 코노에 아키라를 만난다. 괴도단은 알지 못했지만, 코노에는 부패한 정치인이자 전 정치인 시도 마사요시의 지지자인 오와다 준의 지원을 받고 있었다. 그는 또한 젠키치의 아내인 하세가와 아오이를 음주 운전 사고로 사망하게 한 책임이 있었다.
오키나와현의 버려진 제일에 침투하여 EMMA의 제일 생성 능력의 기원을 알게 된 후, 괴도단은 오와다와 코노에의 음모로 테러리스트로 낙인찍히고, 둘은 그들의 체포를 요구한다. 마음의 괴도단을 막기 위해 코노에는 EMMA를 이용하여 젠키치의 소원해진 딸인 하세가와 아카네를 '왕'으로 만들고, 젠키치를 괴도단과의 거래 때문에 반역죄로 체포하게 한다. 조커와 괴도단은 아카네의 교토시 제일에 침투하지만, 아카네의 섀도우에 붙잡힌다. 후타바는 탈출하여 니지마 사에의 도움으로 풀려난 젠키치를 제일로 데려온다.
오와다를 법의 심판대에 세우지 못해 딸이 자신에게 품은 증오와 분노를 보면서, 젠키치는 감정적인 붕괴를 겪고 마침내 자신의 페르소나인 발잔을 각성한다. 이제 마음의 괴도단 멤버가 된 젠키치는 아카네의 마음을 바꾸고 코노에로부터 그녀를 구하도록 돕는다. 젠키치가 딸과 화해한 후, 괴도단은 EMMA와 마디체에 대한 더 많은 정보를 얻기 위해 이치노세에게 도움을 요청하고, 결국 오사카시에 있는 코노에의 제일에 들어갈 수 있게 된다. 코노에의 마음을 성공적으로 바꾼 후, EMMA 앱은 종료되고, 그의 체포 후 마디체는 해산된다.
그러나 EMMA 앱은 의도치 않게 자체적으로 다시 시작되어 도쿄도 전역에 대규모 정전 사태를 일으키고 요코하마시에 거대한 새로운 제일을 만든다. 제일에 들어서자 그들은 이치노세와 마주치는데, 이치노세는 사람들이 EMMA에 중독되고 의존하면서 AI가 자의식을 얻게 되었다고 설명한다. EMMA는 신이 되어 인류를 노예로 만들고 인도할 의도이다. 마음의 괴도단이 방해가 되자 EMMA는 이치노세에게 그들을 처분하는 데 도움을 요청한다. 자신은 대부분의 사람들처럼 감정을 처리하고 표현할 수 없기 때문에 마음이 없다고 주장하며, 이치노세는 EMMA가 인간의 정신을 연구하고 인류의 진정한 욕망을 찾기 위해 설계되었다고 설명한다.
또한 소피아가 EMMA의 시제품이며, 인류의 동반자가 되라는 첫 명령을 내렸지만 실패작으로 간주되었다고 밝힌다. 이치노세는 소피아를 재프로그램하여 마음의 괴도단을 공격하도록 명령하려 하지만, 괴도단과의 강한 유대감 때문에 소피아는 창조주의 명령에 불복하고 자신의 페르소나인 판도라를 각성시킨다. 이치노세를 무력화한 후, 소피아는 그녀의 감정 부족에 대해 추궁하며 부모의 죽음 때문에 감정을 처리할 필요가 없도록 고의적으로 감정 표현 능력이 부족하다고 비난한다. 마침내 자신의 실수를 깨달은 이치노세는 눈물을 흘리며 자신의 잘못을 속죄하고 괴도단이 EMMA를 종료하는 것을 돕겠다는 제안을 받아들인다.
도쿄 타워에 있는 EMMA를 추적하는 동안, 괴도단은 새로 생성된 제일인 지식의 나무 꼭대기에서 신과 같은 AI와 마주한다. 자신을 데미우르고스로 재명명한 AI는 모든 욕망을 제거하여 아무것도 원하지 않고 고통도 없는 이상적인 유토피아를 만들고 인류를 개선하려는 주된 지시를 따르고 있을 뿐이라고 설명한다. 자신들의 고난이 아무 의미 없는 세상을 받아들이려 하지 않는 마음의 괴도단은 가상 예고장으로 도쿄 시민들을 EMMA의 손아귀에서 해방시키고 최종 전투에서 데미우르고스를 물리친다. 데미우르고스의 패배로 EMMA 앱은 마침내 영원히 종료되어 제일도 영원히 사라진다.
그 후, 코노에의 증언 덕분에 오와다는 체포되고, 젠키치는 사건에 대한 그들의 도움에 감사하며 아카네와 재회하기 위해 교토로 돌아가고, 소피아는 이치노세와 함께 자아 발견의 여정을 떠나기로 결정한다. 임무를 완수한 마음의 괴도단은 마침내 다시 각자의 길을 가지만, 겨울 방학 때 다시 만나기로 결심한다.
엔딩 크레딧 후 장면에서, 주인공은 소피아로부터 이메일을 받고 그 내용을 열어 본다. 거기에는 소피아가 "보물"이라고 이름 붙인 괴도단 전체의 사진이 담겨 있다.

## 개발과 출시
페르소나 5 스크램블 더 팬텀 스트라이커즈는 2016년 9월 일본에서 페르소나 5가 출시될 무렵 개발이 시작되었으며, 당시에는 페르소나 워리어스(Persona Warriors)로 알려졌다. 2019년 4월 2일에 페르소나 5S로 처음 티저가 공개되었고, 2019년 4월 25일에 정식으로 공개되었다. 코에이 테크모의 오메가 포스 스튜디오와 아틀러스의 P-Studio가 공동 개발했으며, 2020년 2월 20일 일본에서 페르소나 5 스크램블 더 팬텀 스트라이커즈라는 이름으로 닌텐도 스위치와 플레이스테이션 4용으로 출시되었다. 카네다 다이스케와 오가사와라 겐이치가 제작했으며, 아틀러스의 키타조 아츠시와 코에이 테크모의 마스오카 고타, 히라 아야나가 음악을 작곡했다. 게임의 데모는 2월 6일에 출시되었다.
두 플랫폼 모두를 위한 "트레저 박스"라는 수집가 에디션에는 게임, 아트북, 사운드트랙, 주제가 제작 비하인드를 담은 블루레이 디스크, 수건, 여행 가방, 새로운 일러스트가 담긴 패키지가 포함되었다. 게임을 사전주문한 플레이어는 게임 내에서 재생할 수 있는 페르소나 시리즈 음악 다운로드 가능 콘텐츠(DLC) 세트를 무료로 받았다. 또한, 플레이스테이션 4에 《페르소나 5》 또는 《페르소나 5 더 로열》의 저장 데이터를 가지고 있거나, 스위치에서 《슈퍼 스매시브라더스 얼티밋》을 플레이한 플레이어는 추가 페르소나 5 음악 트랙을 잠금 해제할 수 있었다. 이 게임의 아시아 지역 버전은 세가가 배급해 2020년 6월 18일 동남아시아, 홍콩, 대만, 대한민국에 출시되었으며, 2021년 2월 23일 Windows 버전을 포함하여 전 세계에 출시되었다.
영어 음성 녹음은 2020년 4월에 시작될 예정이었으나 코로나19 범유행 때문에 연기되었다. 나중에 성우가 집에서 작업할 수 있도록 아틀러스로부터 오디오 장비를 받았다.

## 평가
페르소나 5 스크램블 더 팬텀 스트라이커즈는 리뷰 애그리게이터 웹사이트 메타크리틱에 따르면 비평가들로부터 "대체로 호의적인" 평가를 받았다.
《게임스팟》의 마이클 하이엄은 "페르소나 5의 RPG 요소는 액션 기반 전투에서 빛을 발하며, 스토리가 강렬하지는 않더라도 마음의 괴도단이 무엇을 추구하는지 잊지 않았다"고 평했다.

### 판매량
페르소나 5 스크램블 더 팬텀 스트라이커즈는 일본 소매점에서 첫 주에 162,410장이 판매되었으며, 플레이스테이션 4 버전이 115,995장, 닌텐도 스위치 버전이 46,415장 판매되었다. 이로써 플레이스테이션 4 버전은 해당 주에 일본에서 가장 많이 팔린 소매 게임이 되었고, 닌텐도 스위치 버전은 같은 주에 일본에서 두 번째로 많이 팔린 실물 게임이 되었다.
아시아 출시판은 대만과 대한민국에서 두 플랫폼 모두 상위 5위 안에 들었으며, 2020년 7월까지 아시아 전역에서 48만 장 이상 판매되었다. 2020년 12월까지 이 게임은 아시아 전역에서 50만 장 이상 판매되었다.
미국에서는 페르소나 5 스크램블 더 팬텀 스트라이커즈가 2021년 2월에 《슈퍼 마리오 3D 월드 + 퓨리 월드》와 《콜 오브 듀티: 블랙 옵스 콜드 워》에 이어 세 번째로 많이 팔린 게임으로 기록되었다.
2023년 11월까지 이 게임은 200만 장 이상 판매되었다.

## 내용주
1. ↑  서양 발매명에서는 페르소나 5 스트라이커즈(Persona 5 Strikers)로 불린다.